# Mortimer Taube
Mortimer Taube (6 de diciembre de 1910 - 3 de septiembre de 1965) fue un bibliotecario, documentalista e informatólogo estadounidense. Pionero en la disciplina Recuperación de información.

## Biografía
Nace en la ciudad de Nueva Jersey (1910). Estudia en la Universidad de Chicago, licenciándose en Filosofía en 1933 y obteniendo un doctorado en 1935 por la Universidad de California. En 1936 obtiene la titulación en Biblioteconomía por la misma universidad.
Taube trabajó como bibliotecario y profesor en varias institutos hasta que se incorporó a la Biblioteca del Congreso en 1944. Fue miembro del Panel de Investigación y Desarrollo del Departamento de Defensa en 1948. 
En 1951 fundó Documentation Inc, una compañía consultora en Documentación y durante el binomio 1952-1953 fue el editor de la revista científica American Documentation.
Murió en Annapolis (Maryland) en septiembre de 1965 de un ataque al corazón.

## Obra
Durante la Segunda Guerra Mundial y después de ésta, se produjo una ingente producción de literatura científica y técnica que excedía a los sistemas documentales tradicionales de recuperación de información. La compañía Documentation Inc trabajó en el diseño de nuevos métodos documentales, además de desarrollar tecnología mecánica para buscar y almacenar un mayor volumen de información.
En 1951, Taube da a conocer su obra  Uniterm System of Indexing Operating Manual (publicado en 1955), un sistema de indización diferente al que ofrecían los sistemas de clasificación (como la CDU) o los listados de encabezamientos de materia (las LEM). Taube concibe los unitérminos o uniterm como los vocablos más pequeños y simples seleccionados del propio documento al que identifican; en su mayoría, son sustantivos.
Según este sistema, por cada unitermino se abre una ficha ordenada alfabéticamente. Si un documento tiene n palabras aisladas y que son representativas del contenido del documento, quiere decir que tiene n temas importantes y que podrá ser recuperado por esas n posibilidades. Cada ficha está dividida en 10 columnas encabezadas por números del 0 al 9. El número de registro de un documento que contenga un uniterm, se transcribirá en todas las fichas correspondientes a su campo temático. Se coloca en cada casilla de la columna que coincida numéricamente con la última cifra del número de registro.
A la hora de recuperar, se descompone la petición en unitérminos, se buscarán por separado las fichas encabezadas por dichos conceptos y aquellas donde el número de registro coincida, será un documento relevante. 
Los unitérminos tienes dos desventajas: una de orden semántico (la ambigüedad que comporta las palabras aisladas) y otra de orden sintáctico (las falsas combinaciones que se pueden dar).
Mortimer Taube llamó a este sistema como Teoría de la indización coordinada, e inició una senda de trabajo nueva y eficaz en bibliotecas y centros de documentación. Fue utilizado en el primer proyecto de evaluación de Cranfield que elaboró Cyril Cleverdon, siendo el que mejor resultado obtuvo (un 82% de precisión).
Se le considera como el introductor del modelo booleano de recuperación de información e iniciador del tesauro.
Su pensamiento teórico se situó en la llamada perspectiva documental de la Documentación; es decir, aquellos que consideran a la Documentación como disciplina más importante que la Biblioteconomía. Junto a Taube, se encuentran autores como Edith Ditmas, Herbert Coblans, Suzanne Briet o Erich Pietsch.

## Publicaciones y premios
Mortimer Taube fue premiado en 1966 con el Premio ASIST al Mérito Académico. Anteriormente, fue premiado con el Premio de la Special Librarianship Association (SLA) en 1952.
Algunas de sus obras son: Bibliotecas especializadas y documentación (1952), Information storage and retrieval: theory, systems and devices (1958) o Computers and common sense, the myth of thinking machines (1961).